# 磬
磬（けい）は、中国古代の体鳴楽器で、「ヘ」の字形をした石（または玉・銅）製の板を吊りさげて、バチで叩いて音を出す。一枚だけからなる「特磬」と、複数の磬を並べて旋律を鳴らすことができるようにした「編磬」があるが、後者が一般的である。
八音のひとつである「石」にあたるため、古代以降にも中国の雅楽では使われ続けた。

## 概要

甲骨文字の殸

「磬」や「聲」（声）という漢字の上部（殸）は、バチを持って吊りさげた磬を叩いている形をかたどっている。
原始的な楽器であり、本来は農具を叩いていたのが後に専用の楽器になったとする説もある。
磬の形は時代によって異なる。一般に殷までの磬は上部が弧形であり、下部は直線に近い。西周から戦国までは上部にのみ角があって下部は弧形を保ち、漢のものは上下とも角がある。

## 歴史
磬の原理は単純であり、非常に古い時代から存在する。考古学的には山西省襄汾県陶寺遺跡（新石器時代）の磬が古い。山西省夏県の東下馮遺跡（青銅器時代、紀元前2千年紀前半）からも打製石器の石磬が発見されている。
安陽武官村大墓から出土した殷の虎紋大石磬は虎の絵が刻まれた非常に精巧なもので、280.7Hz（一点嬰ハより少し高い）であった。安陽からは編磬も出土している。
曽侯乙墓から完全な形で出土した編磬は32枚からなり、その銘文は当時の音楽理論を知る上の重要な資料になっている。
戦国時代の宮廷音楽では、編鐘と編磬がもっとも重視され、その様子は宴楽漁猟壺（北京故宮博物院蔵）などに描かれている。山東省沂南県北寨村から出土した後漢時代の画像石にも同様に編磬が描かれている。
隋唐には雅楽だけでなく燕楽でも清商楽と西涼楽に古来の編鐘・編磬が使われた。それ以降は編磬は雅楽専用の楽器となり、清の中和韶楽に至るまで使われつづけた。
韓国の雅楽では、中国の編磬を由来とする「編磬（편경）」という楽器が使用されている。

## 仏具の磬
日本の仏教寺院では、法要の際の読経の合図に鳴らす仏具として「磬」が用いられる。古代中国の磬に似るが、材質は石でなく鋳銅製である。奈良時代から制作され、平安時代には密教で必須の仏具となり、その後他宗派でも用いるようになった。
仏教寺院では、金属製の碗を台の上に置いて棒で叩いて鳴らす楽器のことを「鏧子」と書いて「きんす」と読む。これは古代中国の磬とは別物である。鈴 (仏具)を参照。道教でも同様の碗の形をした磬を使う。また、柄がついていて手に持って鳴らす「引鏧」も存在する。

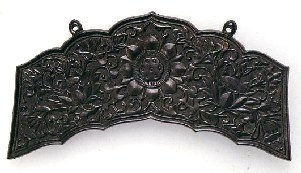
金銅蓮華文磬 京都・禅林寺蔵（国宝）
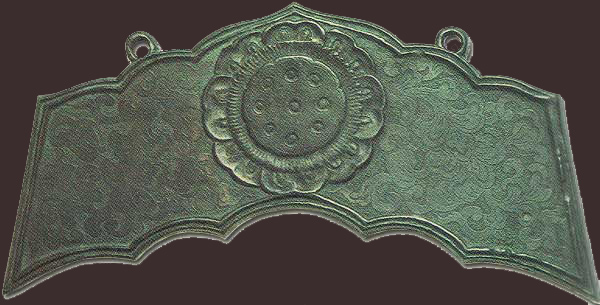
金銅宝相華文磬 福井・瀧谷寺蔵（国宝）
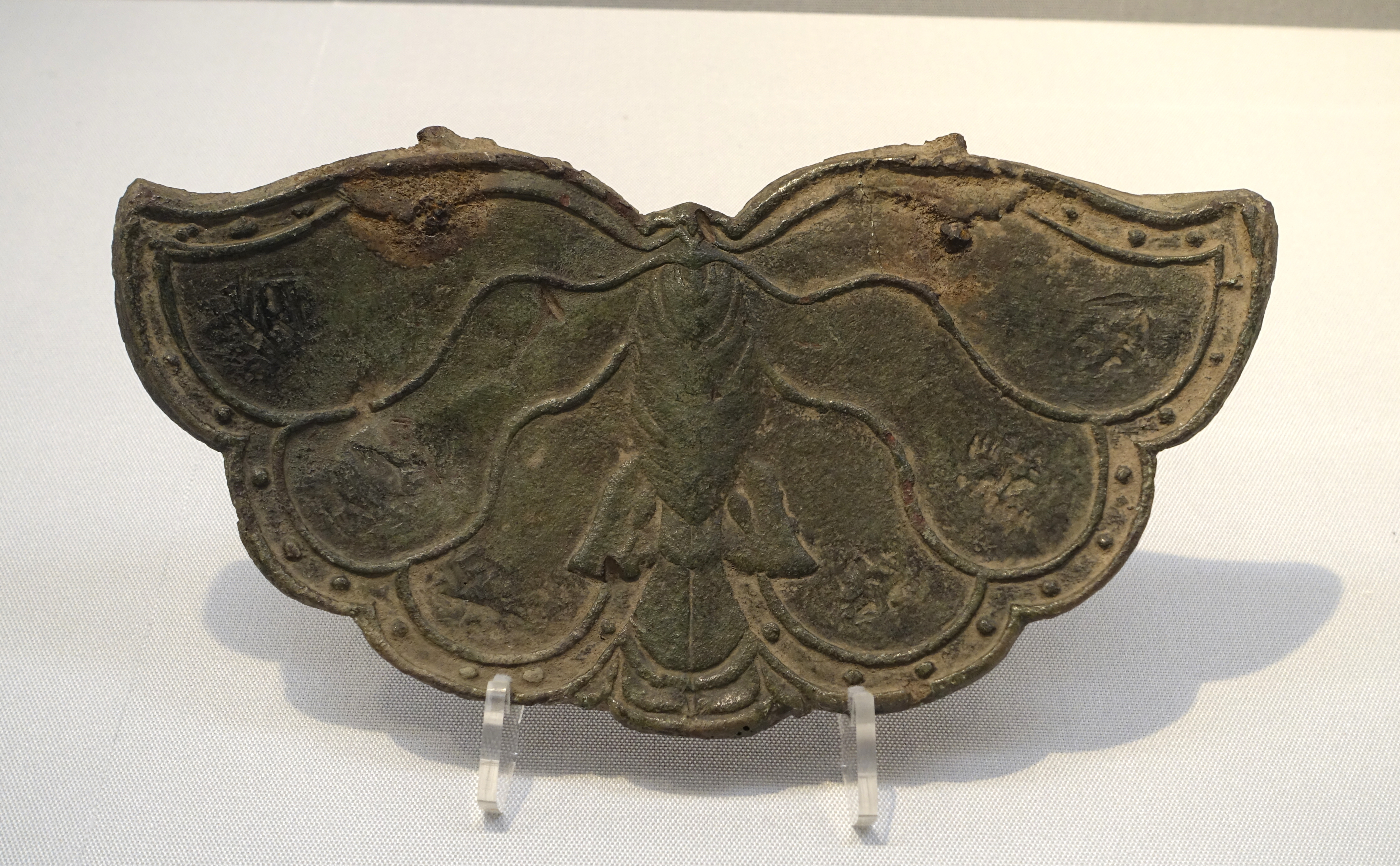
銅蝶形磬 長野県松本市宮渕出土 東京国立博物館蔵（重要文化財）